# Skolval 2010
Skolval 2010 var ett projekt år 2010 i Sverige som byggde på ett liknande projekt som genomfördes 2006.
Tillsammans med Ungdomsstyrelsen arrangerade Sveriges Elevkårer (Tidigare Sveriges Elevråds Centralorganisation) och Sveriges Ungdomsråd projektet Skolval 2010.
Totalt 1383 (473 gymnasieskolor och 904 högstadieskolor årskurs 7-9) skolor deltog i skolvalet. För att få rösta i skolvalet behövde man gå på högstadiet i grundskolan (7-9) eller på gymnasium. 
Skolvalet kunde arrangeras under perioden 1 september till 17 september. 

## Förberedelse
Två konstellationer av organisationer ansökte om att få genomföra Skolval 2010 tillsammans med Ungdomsstyrelsen. Den ena konstellationen bestod av Sveriges Elevråds Centralorganisation (SECO) och Sveriges Ungdomsråd. Den andra konstellationen bestod av Sveriges elevråd (SVEA), Rädda Barnens ungdomsförbund och Centrum mot rasism. Ungdomsstyrelsen valde, utifrån ett antal kriterier, att samarbeta med den första konstellationen i genomförandet av valet,:3 och organisationerna i den andra konstellationen betraktades som samarbetsorganisationer.:11
Som en följd av Skolval 2006:57 framgick det uttryckligen i instruktionerna till de skolor som anmälde sig till Skolval 2010 att för att skolans resultat skulle tas med i sammanställningen krävdes att alla elever skulle kunna rösta på vilket parti de ville och att en röst på ett parti, skrivet på en blank valsedel och som uppfyller kriterierna för vad som är en giltig röst, inte fick rapporteras som ogiltig.:14
En lyckad ändring mot tidigare val var att i detta val skickades valsedlarna direkt till skolorna, och inte till kommunerna för vidaredistribution.:24
Knappt 1 383 skolor rapporterade in resultat till den nationella sammanställningen, men resultat från 29 skolor (2,1%) godkändes inte på grund av att de inte nådde upp till de ställda kriterierna.:5

## Resultat från Skolval 2010
| Parti                  | Antal röster 2010 | Procent röster 2010 | Procent röster 2006 | Minskning/ökning jämfört med 2006(%-enheter) |
| ---------------------- | ----------------- | ------------------- | ------------------- | -------------------------------------------- |
| Socialdemokraterna     | 69194             | 22,45               | 22,5                | -0,05                                        |
| Moderaterna            | 67573             | 21,93               | 26,3                | -4,37                                        |
| Miljöpartiet           | 41109             | 13,34               | 10,8                | +2,54                                        |
| Sverigedemokraterna    | 40077             | 13,0                | 4,3                 | +8,7                                         |
| Folkpartiet            | 24419             | 7,92                | 7,7                 | +0,22                                        |
| Vänsterpartiet         | 20264             | 6,57                | 10,4                | -3,83                                        |
| Centerpartiet          | 18394             | 5,97                | 7,0                 | -1,03                                        |
| Piratpartiet           | 13980             | 4,54                | 4,5                 | +0,04                                        |
| Kristdemokraterna      | 8778              | 2,85                | 4,3                 | -1,45                                        |
| Feministiskt initiativ | ?                 | 0,37                | ?                   | ?                                            |
| Övriga partier         | ?                 | 1,06                | 2,3                 | -1,24                                        |

|                         | Antal  | Procent |
| ----------------------- | ------ | ------- |
| Valdeltagande           | 335024 | 76,2 %  |
| Summa giltiga röster    | 308200 | 91,99%  |
| Ogiltiga röster blanka  | 17246  | 5,15%   |
| Ogiltiga röster övriga  | 9586   | 2,86%   |
| Röstberättigade elever  | 439674 |         |
| Antal deltagande skolor | 1383   |         |